# Marcel Evariste Van Rengen
Marcel Evariste Van Rengen CJ (* 23. Februar 1914 in Mol; † 15. März 1988) war ein belgischer Ordensgeistlicher und römisch-katholischer Bischof von Mweka.

## Leben
Marcel Evariste Van Rengen trat der Ordensgemeinschaft der Kongregation der Josephiten bei und empfing am 6. August 1939 das Sakrament der Priesterweihe. Am 11. Januar 1957 bestellte ihn Papst Pius XII. zum ersten Apostolischen Präfekten von Mweka.
Am 29. September 1964 wurde Marcel Evariste Van Rengen infolge der Erhebung der Apostolischen Präfektur Mweka zum Bistum erster Bischof von Mweka. Papst Paul VI. spendete ihm am 3. Dezember desselben Jahres in Bombay die Bischofsweihe; Mitkonsekratoren waren der Erzbischof von Cape Coast, John Kodwo Amissah, und der Koadjutorerzbischof von Adelaide, James William Gleeson.
Van Rengen nahm an der zweiten, dritten und vierten Sitzungsperiode des Zweiten Vatikanischen Konzils teil.